# Боян Иванов (певец)
 Тази статия е за певеца.  За други хора с това име вижте Боян Иванов.  
Боян Иванов е български поп певец.

## Биография
Боян Иванов е роден на 4 септември 1943 г. в град София. Занимава се с музика от дете (уроци по цигулка). По-късно учи в Средно музикално училище „Любомир Пипков“ в София – специалност кларинет. От 1959 г. пее в увеселителните заведения в София, като репертоарът му включва шлагери на Пол Анка, Тони Далара и др. Концертната си дейност започва от 1961 г. Бил е солист на оркестър „Балкантон“ с диригент Димитър Ганев,  Естрадния оркестър към Комитета за телевизия и радио, „София“ и много други. Първия си запис осъществява през 1965 г. – „Зеленоокото момиче“ (м. Борис Карадимчев), която се превръща в първия български хит. Участва на първия фестивал „Златният Орфей“ (диплом за изпълнение), фестивала в Сопот, Полша – 1971 г. Има концертни изяви в европейските страни и Куба. През 1977 г. е издадена единствената му дългосвиреща плоча, като в нея няма нито една българска песен. Осъществен е телевизионният филм „На гости у Боян Иванов“. През 90-те години заедно с приятелите си Борис Гуджунов и Борислав Грънчаров създават певческото трио „Бо Бо Бо“, което изпълнява популярни забавни шлагери с лек хумористичен текст. Шоуто им се радва на голям успех и песните излизат в албума „Момчета с късмет“. През 2007 г. го преиздават на диск, заедно с най-добрите си соло песни през годините и правят юбилеен концерт в Зала 1 на НДК.
Почива от инсулт на 9 юли 2012 г. Тялото му е кремирано.
За него музика са писали Зорница Попова, Вили Казасян, Мишо Ваклинов, Стефан Димитров, Тончо Русев, Йосиф Цанков, Николай Арабаджиев, Борис Карадимчев, Атанас Косев, Ангел Заберски, Найден Андреев и други. През 2013 г., по случай 70-годишнината на Боян Иванов, излиза диск с 22 песни в изпълнение на певеца.

## Дискография
| Година | Албум                                                 | Вид | Издател   | Каталожен номер |
| ------ | ----------------------------------------------------- | --- | --------- | --------------- |
| 1970   | „Пее Боян Иванов“                                     | EP  | Балкантон | ВТМ 6342        |
| 1970   | „Пее Боян Иванов“                                     | SP  | Балкантон | ВТК 2925        |
| 1975   | „Песни за Бургас, морето и неговите трудови хора“     | SP  | Балкантон | ВТК 3188        |
| 1975   | „Йорданка Христова и Боян Иванов“                     | SP  | Балкантон | ВТК 3242        |
| 1975   | „Албена“, изп. М. Хранова/ „Безсъние“, изп. Б. Иванов | SP  | Балкантон | ВТК 3225        |
| 1977   | „Пак ще има музика“                                   | LP  | Балкантон | ВТА 2167        |
| 1980   | „Йорданка Христова и Боян Иванов“                     | SP  | Балкантон | ВТК 3589        |

с „Бо Бо Бо“
| Година | Албум              | Вид | Издател   | Каталожен номер |
| ------ | ------------------ | --- | --------- | --------------- |
| 1995   | „Момчета с късмет“ | МС  | Балкантон | ВТМС 7720       |
| 2007   | „Най-доброто...“   | CD  | самоиздат |                 |